# Liste der Naturdenkmale in Ludwigswinkel
Die Liste der Naturdenkmale in Ludwigswinkel nennt die im Gemeindegebiet von Ludwigswinkel ausgewiesenen Naturdenkmale (Stand 23. Mai 2024).

## Naturdenkmale
| Nr.         | Bezeichnung     | Lage                                                      | Beschreibung        | Bild                                    |
| ----------- | --------------- | --------------------------------------------------------- | ------------------- | --------------------------------------- |
| ND-7340-261 | Auerhahnkiefer  | nördlich des Ortes, auf der Ostseite des Buchhübels Lage  | Pinus sylvestris    | Direkt Bild zu diesem Denkmal hochladen |
| ND-7340-262 | Zigeunerfelsen  | nördlich des Ortes, auf der Nordseite des Buchhübels Lage | Buntsandsteinfelsen | Fotos hochladen                         |
| ND-7340-315 | Herbertsbrunnen | nördlich des Ortes an der L 478 Lage                      | ungefasste Quelle   | Direkt Bild zu diesem Denkmal hochladen |